# Gorgopas
Genre
Gorgopas est un genre de lépidoptères (papillons) de la famille des Hesperiidae et de la sous-famille des Pyrginae.

## Liste des espèces
- Gorgopas agylla (Mabille, 1898) — Bolivie.
- Gorgopas chlorocephala (Herrich-Schäffer, 1870) — Nord de l'Amérique du Sud.
  - Gorgopas chlorocephala chlorocephala — Costa Rica, Nicaragua, Pérou, Venezuela, Colombie, Bolivie.
  - Gorgopas chlorocephala sneiderni (Bell, 1947) — Colombie.
- Gorgopas gutta (Evans, 1953) — Pérou.
- Gorgopas petale (Mabille, 1888) — Brésil.
- Gorgopas trochilus (Hopffer, 1874) — Bolivie, Brésil.